# Uitgevonden traditie

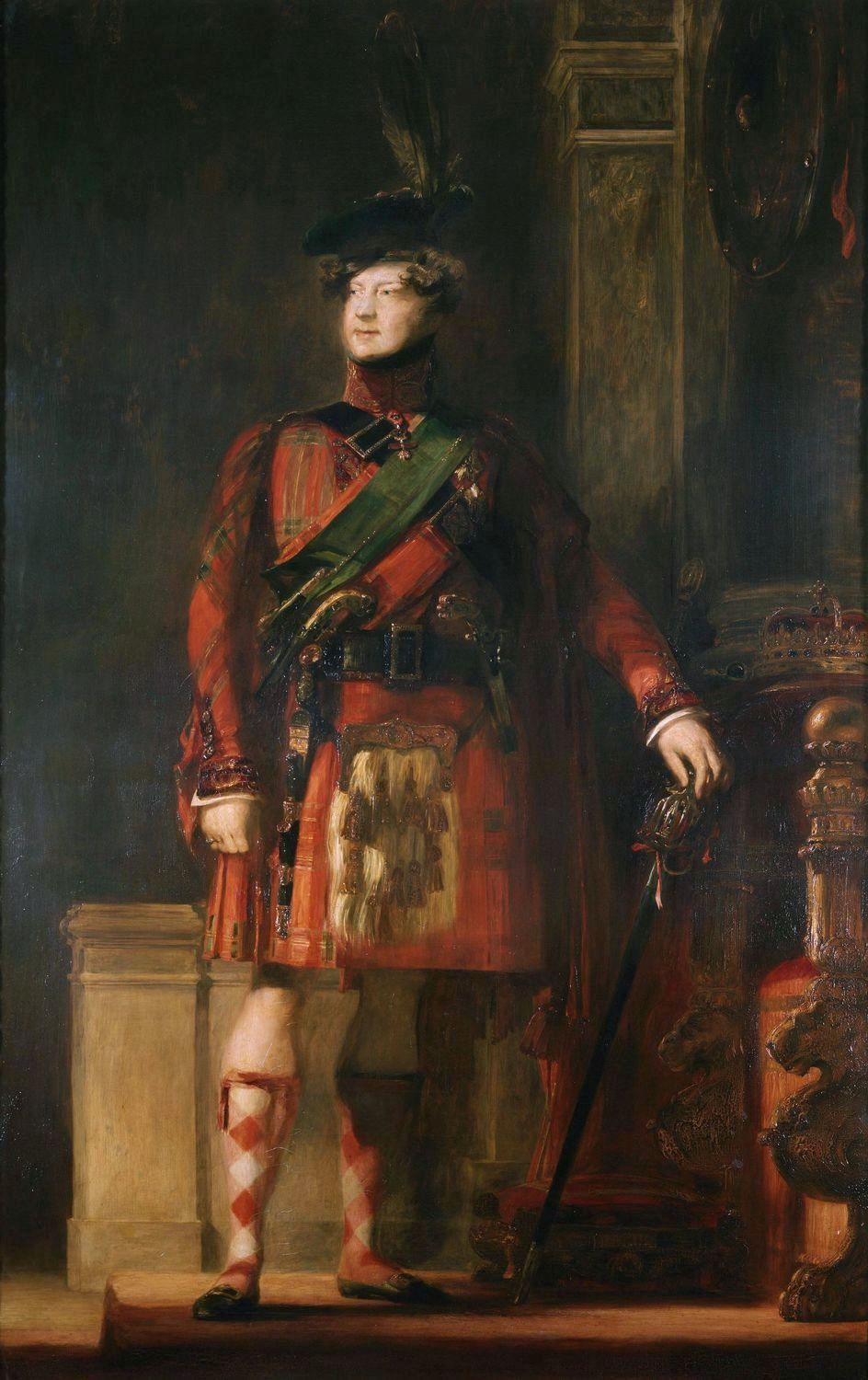
George IV in kilt door David Wilkie, 1829.
Hoewel de Schotse kilt pas sinds de zestiende eeuw wordt gedragen, symboliseert die sinds de negentiende eeuw de Schotse cultuur, daarbij teruggrijpend op een vermeende Keltische achtergrond.

Uitgevonden tradities (Engels: invented traditions) zijn nationale symbolen en rituelen die worden voorgesteld als oude tradities. Door te verwijzen naar een ver verleden wordt een nationale identiteit geschapen die de nationale eenheid bevordert of het bestaan van bepaalde instituties of culturele gebruiken legitimeert. Vaak uit zich dit in de vorm van anachronismen. Als zodanig zijn uitgevonden tradities een vorm van geschiedvervalsing die, hoewel meestal moedwillig gepleegd, ook kan voortkomen uit gebrek aan kennis of onbegrip van de beschikbare kennis. Het begrip is afkomstig van Eric Hobsbawm en Terence Ranger. Uitgevonden tradities zijn nauw verwant aan ontstaansmythes.

## Achtergrond
Er zijn drie elkaar overlappende vormen van uitgevonden tradities die:
- de sociale cohesie vormen of symboliseren tussen echte of kunstmatige gemeenschappen;
- instituties, status of gezag vormen of legitimeren;
- socialiseren, d.i. overtuigingen, waardesystemen en gedragingen aanleren.

Zo worden nationale vlaggen, wapens en volksliederen wel ouder voorgesteld dan ze in werkelijkheid zijn. Ook nationale feestdagen en nationale helden zijn relatief recente middelen om het nationaal bewustzijn te versterken. Ook symbolische figuren als Marianne (Frankrijk) en Uncle Sam (Verenigde Staten) dragen hiertoe bij. Bij andere tradities is het minder herkenbaar dat ze uitgevonden zijn, zoals de Schotse kilt die pas sinds de zestiende eeuw wordt gedragen en sinds de negentiende eeuw de Schotse cultuur moet symboliseren, daarbij teruggrijpend op een vermeende Keltische achtergrond. 
Voor de periode 1870-1914 heeft Hobsbawm het zelfs over de massaproductie van tradities. Deze periode werd gekenmerkt door een versterkte concurrentiestrijd tussen de Europese staten die daarmee een beroep deden op nationale gevoelens om loyale burgers te mobiliseren.
Dit had ook zijn effecten op het onderwijs. De resulterende nationalistische geschiedschrijving is in veel gevallen wel succesvol geweest om staten een identiteit te geven, maar een goed begrip van wat er werkelijk is gebeurd, is hiermee vertroebeld. Daarnaast wordt dezelfde methodiek gebruikt voor regio's binnen bestaande landen, of juist grensoverschrijdende gebieden, wat juist een verzwakking van de bestaande staten zou kunnen betekenen.

## Voorbeelden
De bekendste uitgevonden tradities betreffen de natie, en de meeste daarvan zijn uitgevonden in de 19e eeuw. 

### België

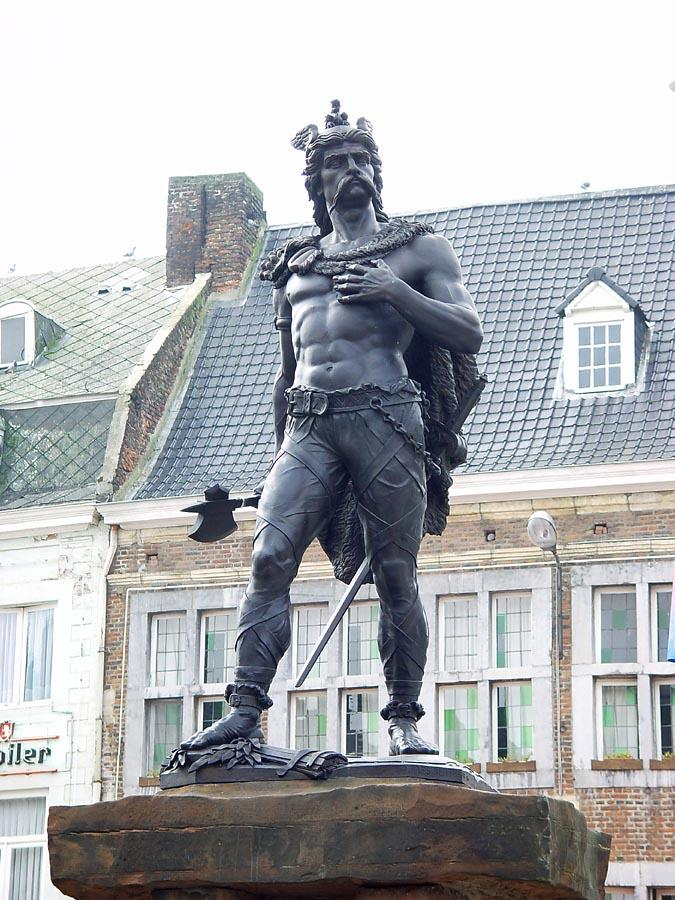
Standbeeld van Ambiorix (1866)

- De koppeling van de Belgae uit de oudheid en de Belgen/Belges als de inwoners van het in 1830 opgerichte België; centrale figuur hierbij werd Ambiorix. In werkelijkheid was Belgae slechts een verzamelnaam voor verscheidene Gallische (Keltische) en enkele Germaanse stammen woonachtig in Gallia Belgica die vóór de komst van de Romeinen helemaal geen eenheid vormden; zo was Ambiorix slechts de koning der Eburonen. In 1830 werd België opgericht als unitair koninkrijk met een deels Nederlandstalige (Germaanse) en deels Franstalige (Romaanse) bevolking, wat niet overeenkomt met de antieke toestand. Het huidige grondgebied van België is bovendien veel kleiner dan van Gallia Belgica (in de periode 90-297) en Belgica Secunda (in de periode 297-5e eeuw) en ongeveer de helft van het huidige grondgebied lag destijds niet eens in Gallia Belgica of later Belgica Secunda, maar in de provincie Germania Inferior, later Germania Secunda, die ook grote delen van Nederland en Duitsland omvatte.
- De koppeling van de Brabantse Omwenteling (1790) en de Belgische Revolutie (1830); het meest opvallend is de gelijkenis tussen de vlag van de Verenigde Nederlandse Staten en de vlag van België, die allebei de traditionele kleuren lenen van Brabant en Henegouwen. Dit in weerwil van het feit dat de Omwenteling gericht was tegen Oostenrijk en men toenadering zocht tot Nederland, terwijl de Revolutie gericht was tegen Nederland en men toenadering zocht tot Frankrijk.
- De koppeling van het graafschap Vlaanderen (862-1795) en de Belgische deelstaat Vlaanderen (1970-heden). De Guldensporenslag van 11 juli 1302 is gaan gelden als stijlfiguur voor de moderne Vlaamse identiteit, waarvan een onlosmakelijk aspect het verzet tegen Frans(talig)e overheersing zou zijn. Sinds de federalisering van België in de 2e helft van de 20e eeuw zijn er allerlei dergelijke symbolen gekoppeld aan de Guldensporenslag, zoals 11 juli als Feestdag van Vlaanderen (1973) en De Vlaamse Leeuw als volkslied (1985). Onder meer De leeuw van Vlaanderen (1838) van Hendrik Conscience lag ten grondslag aan deze uitgevonden traditie, waarin Jan Breydel, Pieter de Coninck en Robrecht van Béthune centraal staan. Historische kritiek heeft echter uitgewezen dat deze drie figuren waarschijnlijk niet bij de veldslag zelf aanwezig waren, en bovendien dat Robrecht en zijn vader Gwijde van Dampierre vermoedelijk net zo goed Franstalig waren als de Fransen die zij versloegen, en de opstand lijkt vooral economische motieven te hebben gehad. Hiertegen pleit dat bij de Brugse Metten de uitspraak scilt ende vrient toch een belangrijke rol lijkt te hebben gespeeld. Een andere uitgevonden traditie is Consciences gebruik van het woord Klauwaards als "Vlaamsgezinden", terwijl dat begrip pas in 1329 voor het eerst opduikt, en zij daarvoor Liebaarts werden genoemd, wat hij wellicht te veel vond lijken op Leliaarts (Fransgezinde Vlamingen).

### Duitsland

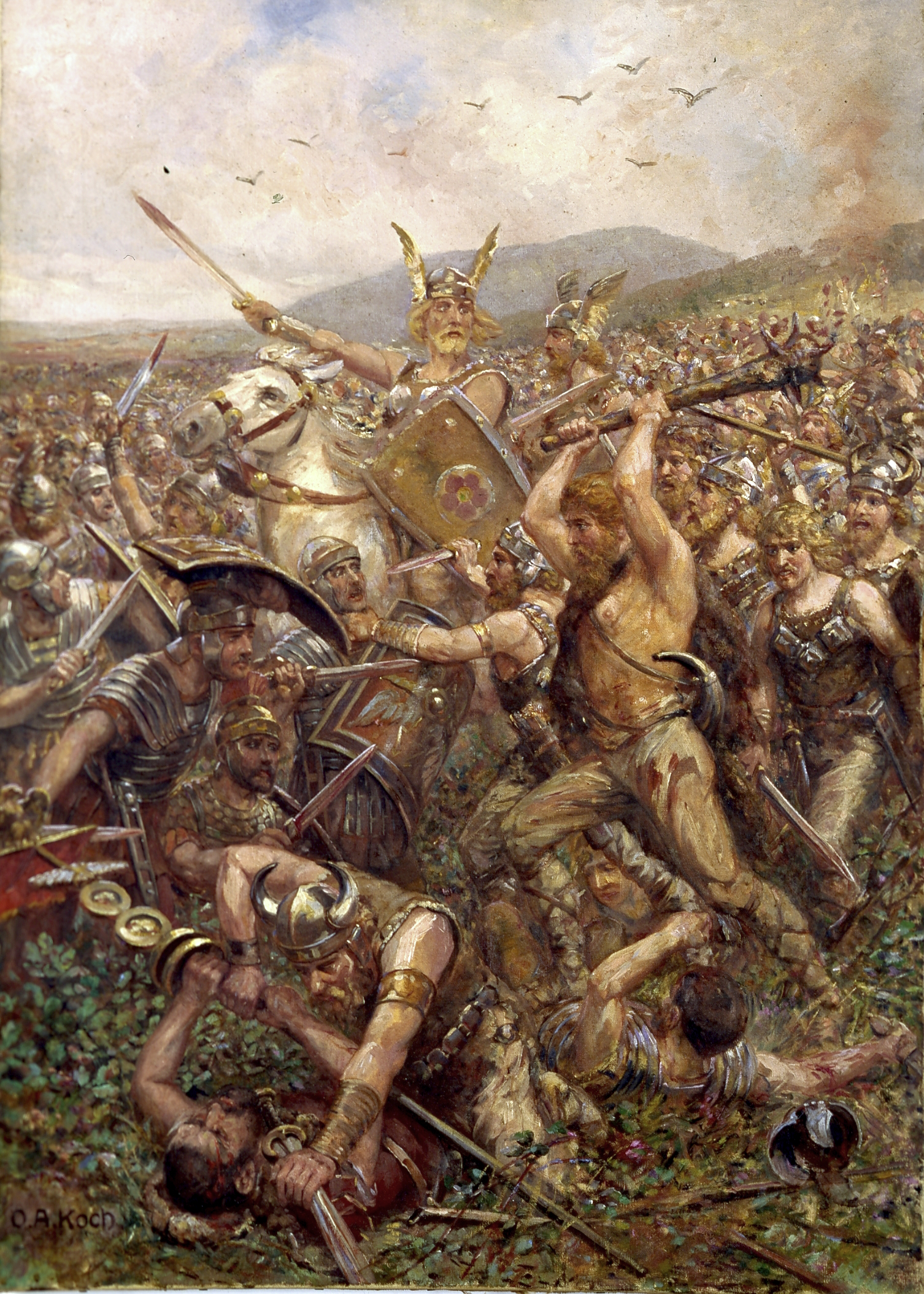
Die Varusschlacht (1909) met Arminius' "Germaanse" krijgers

- De Slag in het Teutoburgerwoud (9 n.Chr.) is sinds de herontdekking van Tacitus' geschriften in de renaissance voor een groot deel gemythologiseerd als het begin van de Duitse natie die zich bevrijdde van het juk van de Romeinen. Arminius, die volgens de huidige stand van de geschiedwetenschap niet meer was dan de sterk geromaniseerde aanvoerder van een gelegenheidsverbond van enkele Germaanse stammen, werd onder de naam Hermann de Germaan een Duitse volksheld die onder meer werd vereerd met het Hermannsdenkmal (gebouwd in 1838-1875) bij Detmold. In allerlei kunstwerken worden hij en zijn krijgers afgebeeld als typisch "Germaans", met hoorns of vleugels op hun helmen, een oprekking van de wijdverbreide mythe dat de eveneens "Germaanse" Vikingen die droegen in gevecht.[1] In werkelijkheid gebruikten de grotendeels geromaniseerde Germanen tijdens hun opstand vooral Romeinse wapens en uitrustingen. Het Teutoburgerwoud zelf heette tot de 17e eeuw Osning, maar door Tacitus' vermelding van een zeker teutoburgiensis saltus besloot men het om te dopen om zo een verband tussen verleden en heden te kweken; de archeologie heeft inmiddels echter uitgewezen dat de veldslag waarschijnlijk zo'n 50 km noordelijker heeft plaatsgevonden.
- In zijn Commentaar op Daniël (ca. 407) wees de kerkvader Hiëronymus van Stridon op de vier wereldrijken van Daniël 2. Hij legde ze uit als het Babylonische rijk, Medisch-Perzische rijk, het Macedonische rijk en het Romeinse rijk, waarna de wereld zou vergaan en het koninkrijk Gods zou aanbreken. Er kwamen vragen toen in 476 het West-Romeinse Rijk ten onder ging, maar de wereld niet, omdat men ervan uitging dat de Bijbel onfeilbaar was en Hiëronymus hem goed had uitgelegd. Zowel de Franken onder Karel de Grote en later de "Duitsers" onder Otto de Grote als de Byzantijnen claimden de voortzetting te zijn van het Romeinse Rijk te belichamen, de zogeheten Translatio imperii. In de 12e eeuw beweerde Otto van Freising in Chronica sive Historia de duabus civitatibus (1146) dat het Romeinse Rijk niet echt was ondergegaan, maar overgedragen was van de Romeinen naar de Byzantijnen, de Longobarden, de Franken en de Duitsers, het Heilige Roomse Rijk, waarvan "Roomse" verwees naar het "Romeinse" Rijk (overigens is "Rooms"/"Romeins" een Nederlands taalkundig verschil dat in veel andere talen niet bestaat). In feite waren het Romeinse Rijk en het Heilige Roomse Rijk territoriaal en institutioneel zo verschillend en was de "overdracht" tijdens de Frankische periode zo vaag dat de daadwerkelijke translatio erg moeilijk te verdedigen valt. Bovendien eisten in de vroegmoderne tijd na het Duitse rijk ook het Spaanse Rijk (16e eeuw), (opnieuw) Frankrijk (17e eeuw) en Engeland (17e eeuw) de antieke Romeinse erfenis op met eveneens nogal arbitraire argumenten.

### Frankrijk

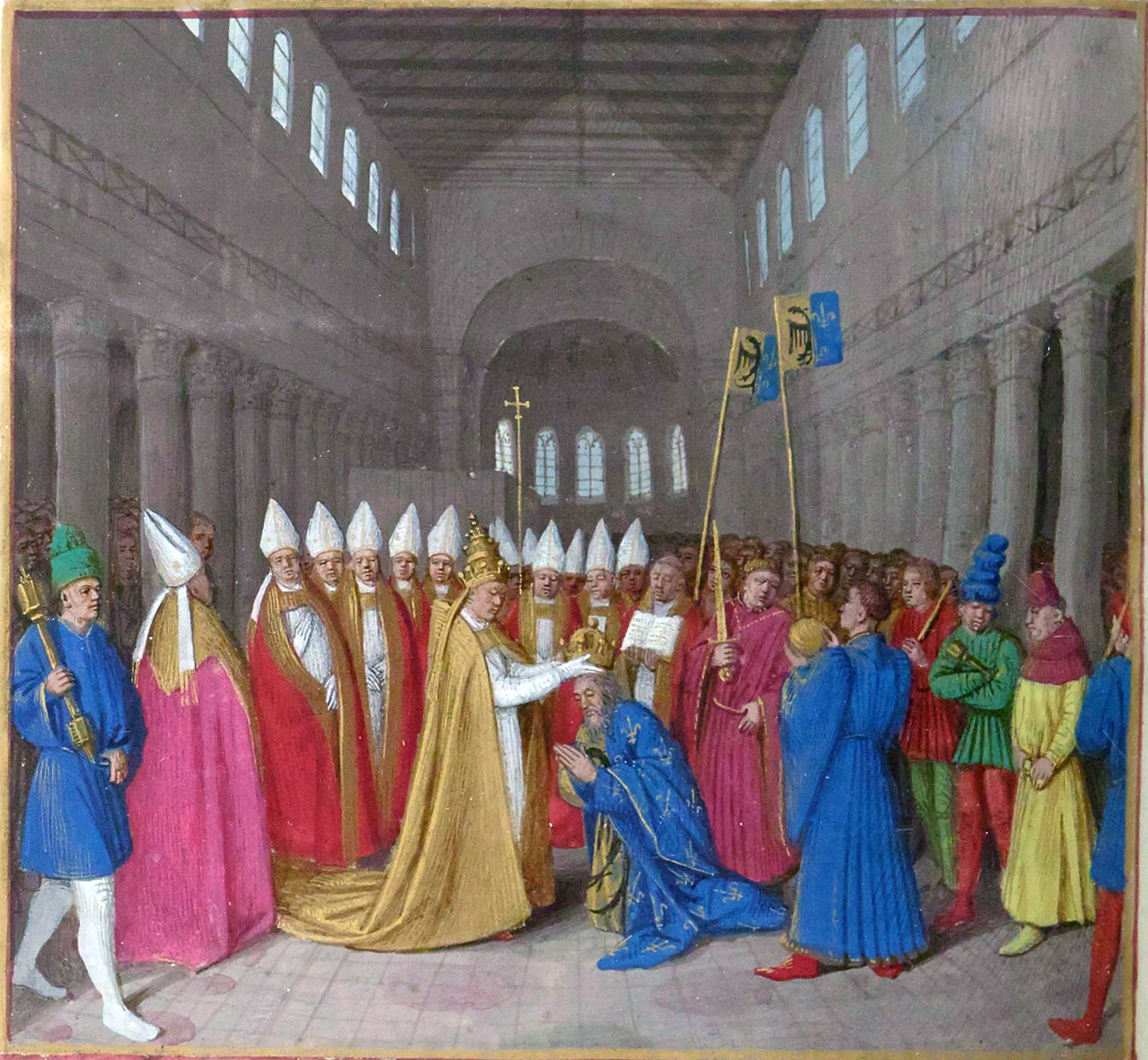
Karel de Grote in kroningsmantel met Franse lelies (15e eeuw)

- Een hoogmiddeleeuwse legende wil dat de Merovingische koning Clovis I de Franse lelie van een engel uit de hemel ontving als een verbondsteken van God met de koning van Frankrijk. Een beroemde illustratie uit het Bedford-getijdenboek verbeeldt deze uitgevonden traditie. In navolging hiervan schilderde Jean Fouquet rond 1455-1460 de keizerskroning van Karel de Grote te Rome in 800, waarbij Karel een kroningsmantel droeg, bedekt met Franse lelies. In werkelijkheid komt de Franse lelie of fleur-de-lys pas in de 13e eeuw voor het eerst voor op het wapenschild van de Franse koningen.[2]

### Nederland
Enkele bekende Nederlandse voorbeelden van uitgevonden tradities:

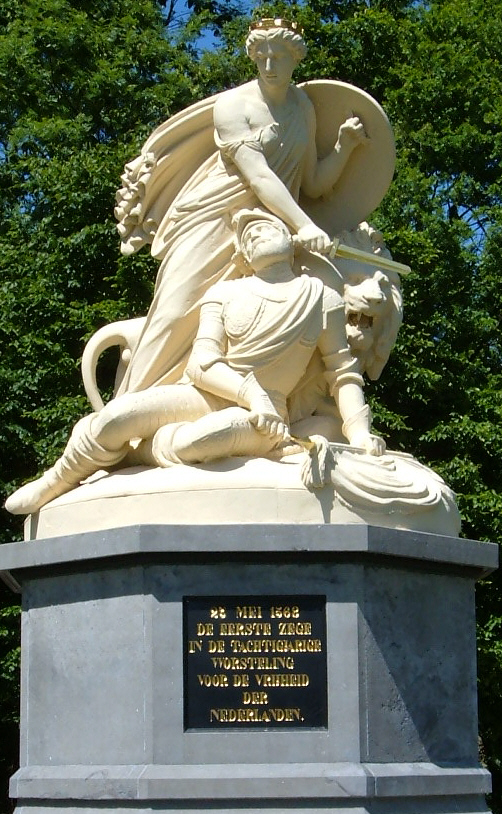
Het Graaf Adolfmonument (1873)

- De Slag bij Heiligerlee (1568) als begin van de Nederlandse Opstand, waardoor het de Tachtigjarige Oorlog genoemd kon worden (in het licht van de Vrede van Münster in 1648), maar vooral grotendeels ten gunste van Willem van Oranje als leider van de Opstand (en bij uitbreiding de legitimiteit van het Huis Oranje-Nassau op de Nederlandse troon). Het Graaf Adolfmonument (eerste monument 1825, tweede monument 1873) is hiervan een bekende uitdrukking: het toont hoe Oranjes broer Adolf van Nassau, die sneuvelde tijdens de slag, heldhaftig en opofferingsgezind was voor de "vrijheid der Nederlanden". Hoewel bijgaand plakkaat correct vermeldt dat het de "eerste zege" was, was de slag zeker niet het eerste gevecht van het hele conflict dat al begon met de Beeldenstorm in 1566 en daaropvolgende veldslagen (Wattrelos, Oosterweel) en belegeringen (Valencijn) en daarom strikt genomen niet getypeerd kan worden als een "tachtigjarige worsteling". Deze eerdere gevechten worden doorgaans niet genoemd of omschreven als een "voorspel" (Fruin 1859) op de 'eigenlijke' oorlog die begint zodra Oranje zich ermee gaat bemoeien; feit is dat Oranje tot 1568 afzijdig bleef van de gevechten en bij Oosterweel zelfs de kant van de regering koos omdat hij toen nog meende dat gewapende strijd tegen de Spanjaarden zinloos was, en daarom de burgers van Antwerpen verbood om de geuzen te hulp te komen die bij Oosterweel werden afgeslacht.
- De Bataafse mythe (17e eeuw) stelde dat de Nederlanders (Hollanders) afstamden van de Bataven; de Nederlandse Opstand tegen het Spaanse Rijk zou in feite een vervolg zijn op de Bataafse Opstand tegen het Romeinse Rijk (vergelijk de slag in het Teutoburgerwoud onder "Duitsland"). Het verdoezelde grotendeels de religieuze tegenstellingen van de Nederlanders onderling en benadrukte de culturele tegenstelling van "Germanen" (Bataven/Nederlanders) als "vrijheidsstrijders" enerzijds en "Romanen" (Romeinen/Spanjaarden) als "onderdrukkers" anderzijds. Onder meer Hugo de Groot heeft in zijn Tractaet vande oudtheyt vande Batavische nu Hollandsche republique (1610) deze mythe gepromoot.
- De mythe van God, Nederland en Oranje (19e eeuw) hield in dat God het Huis Oranje-Nassau had uitgekozen om Nederland te verlossen van onderdrukking en een protestantse natie te zijn; deze mythe ontwikkelde in een tijd dat de katholieke bevolking van Nederland emancipeerde (o.a. gelijkstelling van alle godsdiensten bij de Grondwetsherziening van 1848, het herstel van de bisschoppelijke hiërarchie in 1853 en de verzuiling eind 19e eeuw) die de protestantse dominantie bedreigde.

### Italië
Toen in 1922 het fascisme aan de macht kwam, wilde Mussolini een verband leggen met het grootse verleden van het Romeinse Rijk. Hij introduceerde daartoe de fascistengroet, die hij terugvoerde op een Romeinse groet die er zo zou hebben uitgezien. De Duitse nationaalsocialisten namen het gebaar over in de Hitlergroet, maar bedachten een eigen, Germaanse, voorganger.

## Zinnebeelden

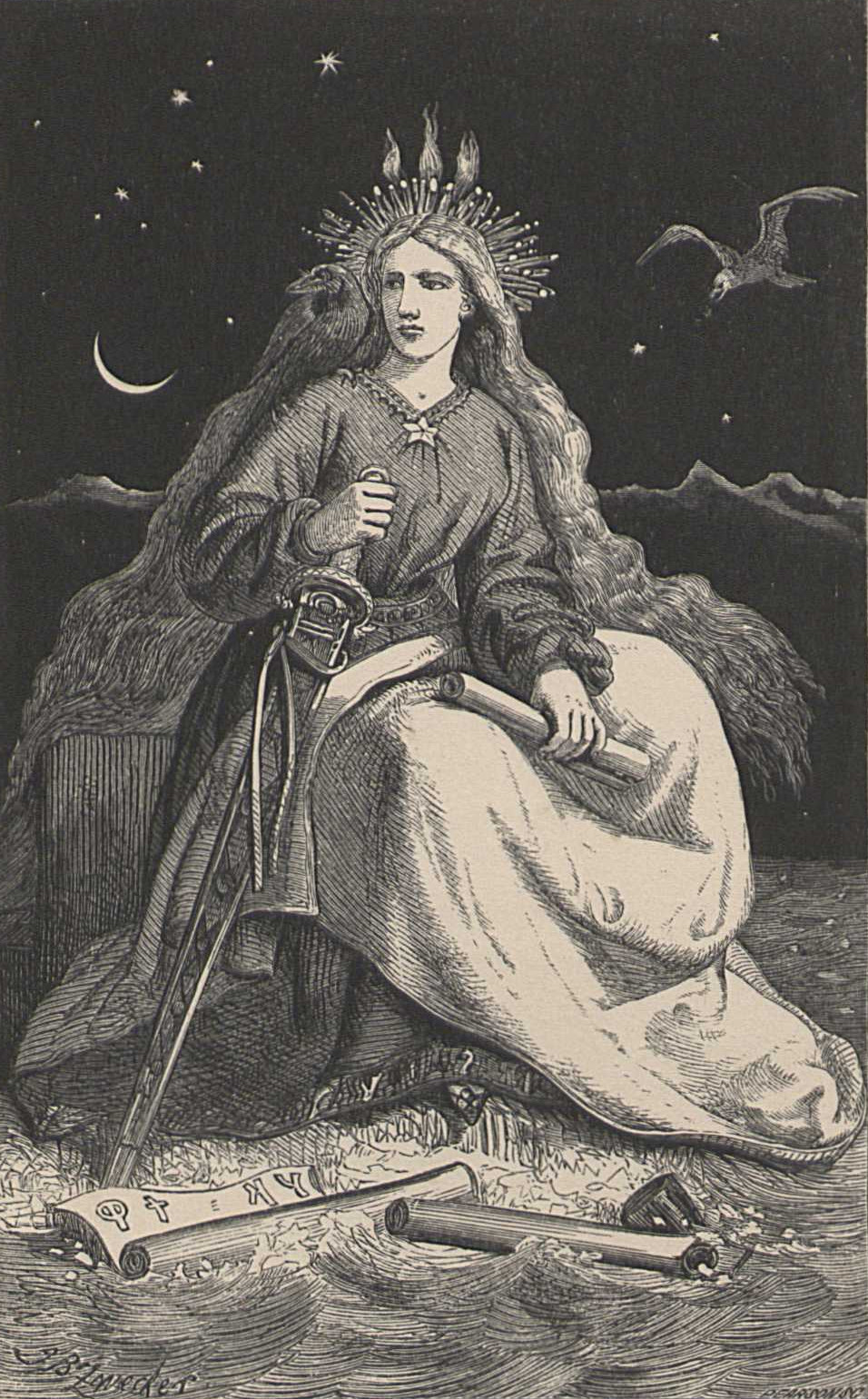
De Bergvrouwe symboliseerde de IJslandse eigenheid en het verlangen naar onafhankelijkheid van Denemarken.

Zinnebeelden die men uitvond, vrijwel altijd om nationalistische redenen, ter personificatie van de eigen natie.
- Canada: Mother Canada
- Duitsland: Germania
- Frankrijk: Marianne
- IJsland: de Bergvrouwe
- Italië: Italia Turrita
- Nederland: de Nederlandse Maagd of de Nederlandse leeuw (Leo Belgicus)
- Rusland: Moeder Rusland (Россия-Матушка)
- Spanje: Hispania
- Verenigde Staten: Uncle Sam of Lady Liberty
- Verenigd Koninkrijk: Lady Britannia